# Owocobranie (obraz Władysława Skoczylasa)
Owocobranie – akwarela polskiego malarza Władysława Skoczylasa z 1925 roku, znajdujący się w Galerii sztuki polskiej 1800–1945 Muzeum Śląskiego w Katowicach.
Władysław Skoczylas, uczeń Teodora Axentowicza i Leona Wyczółkowskiego, namalował akwarelę w 1925 roku w Wieliczce. Przedstawia grupę osób zbierających owoce. Mężczyzna, stojąc na drabinie, strąca owoce, a cztery kobiety w chustach zbierają je do koszy. Jest to typowa scena rodzajowa, charakteryzująca się uproszczeniem formy, linearyzmem oraz ograniczeniem gamy barw. Obraz ma wymiary 98 × 73,5 cm. Posiada sygnaturę w lewym dolnym rogu: W. Skoczylas. Muzeum Śląskie zakupiło akwarelę w 1931 roku na wystawie zbiorowej artysty w Towarzystwie Przyjaciół Sztuk Pięknych w Krakowie. Muzealny numer inwentarzowy: MŚK/SzM/474.